# Радовлица
Радовлица (словен. Radovljica, нем. Radmannsdorf) — город и община на северо-западе центральной части Словении.

## География
Является частью исторической области Гореньска. Расположен у южного склона горного хребта Караванке, при слиянии рек Сава-Долинка и Сава-Бохинька, которые вместе образуют реку Сава. Город находится в 6 км к востоку от города Блед и примерно в 45 км к северо-западу от Любляны. Всего в границах общины находятся 52 населённых пункта.

## Население
По данным переписи 2002 года население общины составляет 18 164 человека, население самого города — 5937 человек.

## Известные уроженцы
- Антон Томаж Линхарт — словенский драматург и историк Эпохи Просвещения

## Города-побратимы
- Сондрио, Италия
- Иванчице Чехия